# Wai Bing
Wai Bing (chiń. 外丙; pinyin Wài Bǐng), znany też jako Bu Bing albo Zi Sheng – władca Chin z dynastii Shang.
W starożytnej chińskiej kronice Zapiski historyka autorstwa Sima Qiana jest informacja, że był synem Cheng Tanga. Wstąpił na tron po przedwczesnej śmierci swojego starszego brata Tai Dinga. Stolica jego państwa było miasto Bo. Rządził około trzy lata. Po jego śmierci na tron wstąpił jego kolejny brat Zhong Ren.
Prawdopodobnie za jego rządów klan królewski zadecydował, że władza królewska przechodzić będzie z brata na brata, a nie z ojca na syna. Dopiero po śmierci całego pokolenia otrzymać ja miała następna generacja.